# Abbaye Notre-Dame de Koningshoeven
L'abbaye de Koningshoeven est un monastère de moines cisterciens trappistes sis à Berkel-Enschot aux Pays-Bas. Fondé en 1880 par des moines venus du Mont-des-Cats (France) le monastère devient abbaye en 1891 et produit de la bière depuis la fin du XIXe siècle.
La bière produite sur le site, dénommée 'La Trappe', est une 'bière trappiste authentique' (Authentic Trappist Product). 

## Histoire

### Les débuts
En 1880, la situation des instituts religieux catholiques dans la France de la IIIe République commence à être hautement défavorable avec de nouvelles lois anticongrégationnistes. Les moines de l'abbaye Sainte-Marie-au-Mont dans le département du Nord, craignant de devoir être contraints à l'exil par ces lois, anticipent la situation. Le père abbé Dominique Lacaes envoie le père Sébastien Wyart (ancien officier des zouaves pontificaux) aux Pays-Bas, où ce dernier avait des contacts, afin d'y trouver un nouveau lieu d'accueil. Grâce à un de ses anciens lieutenants, Antoine Arts, et au R.P. De Beer, supérieur de la congrégation des frères de Tilbourg, il fait la connaissance d'un entrepreneur du nom de Caspar Houben, propriétaire d'un domaine agricole appelé De Schaapskooi (« la Bergerie »), comprenant trois exploitations construites en 1834 par le prince héritier Guillaume à Berkel-Enschot, situé à l'est de Tilbourg. Houben est prêt à louer ses propriétés, équipées, afin d'y accueillir la communauté de moines français. Dom Lacaes n'avait pas l'intention à l'origine de fonder un nouveau monastère, mais juste de trouver un lieu d'accueil temporaire, pensant que la situation ne serait pas immuable ; mais c'est à l'insistance du père Wyart, nommé entre-temps prieur, qu'il donne son accord le 5 mars 1881.
Au début les conditions sont difficiles à De Schaapskooi, et sans l'aide constante des frères de Tilbourg, la nouvelle communauté aurait certainement échoué. Le nouveau supérieur, Dom Nivardus Schweykart, agrandit la ferme, mais cela n'est pas d'une grande aide ; aussi décide-t-il, fort de son expérience de fils d'un brasseur munichois, d'installer une brasserie en 1884. Cela améliore grandement la situation financière et permet d'accueillir de nouvelles vocations.
C'est en 1890 que la communauté a un nouveau supérieur, Dom Willibrordus Verbruggen. Il entreprend de nouveaux projets, mais grève aussi fortement le budget de la communauté. En 1891, il rembourse l'intégralité de la dette due au propriétaire Caspar Houben, soit 9 000 florins. La même année, la communauté est élevée au rang d'abbaye et comprend cinquante-sept moines. Dom Verbruggen fait débuter aussi les travaux de construction de la future abbaye avec une belle église et des ailes pour les moines. Les anciens bâtiments de De Schaapskooi sont fermés et ce nom est donné à la brasserie.

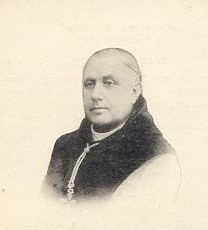
Dom Sébastien Wyart
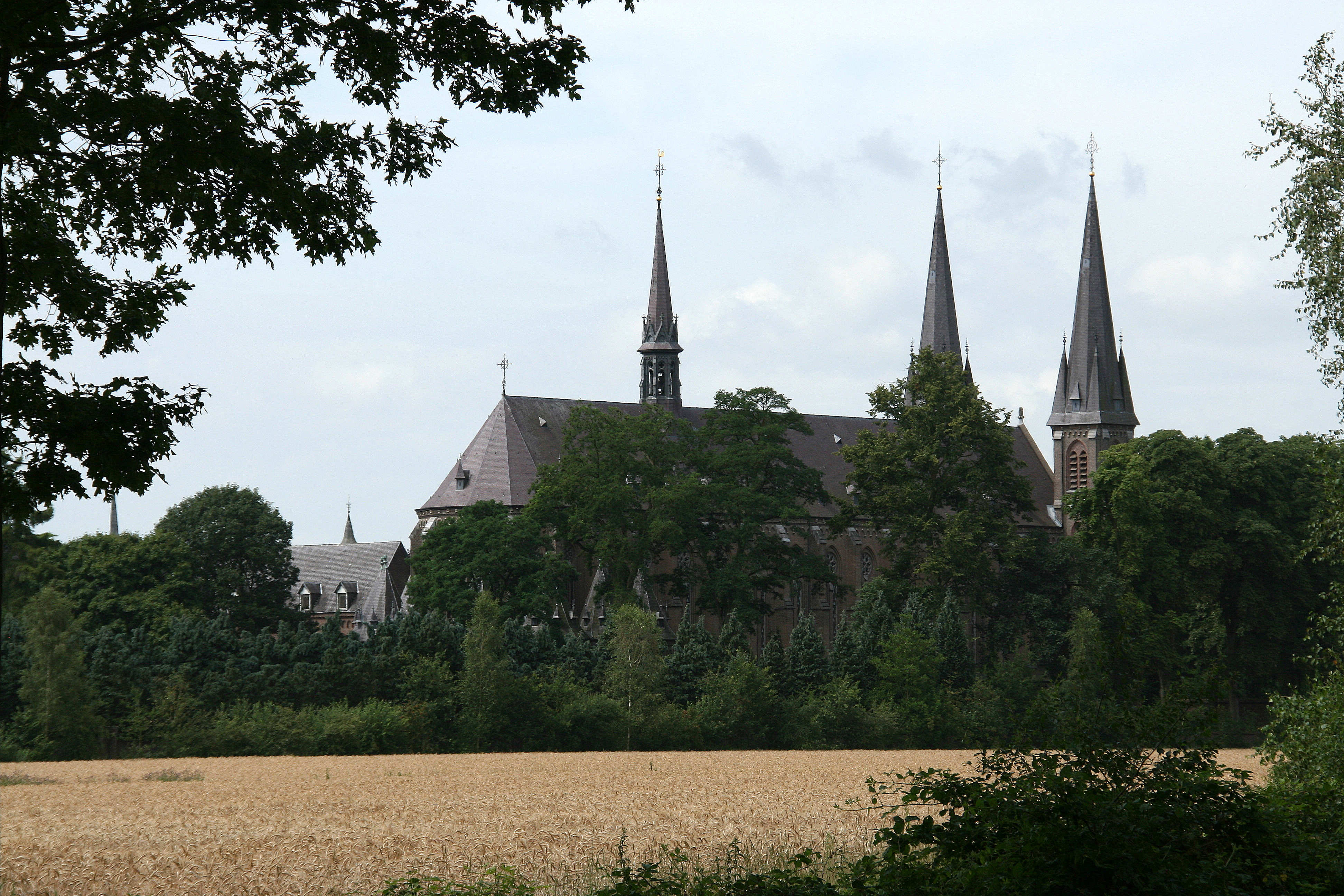
L'église abbatiale vue des champs
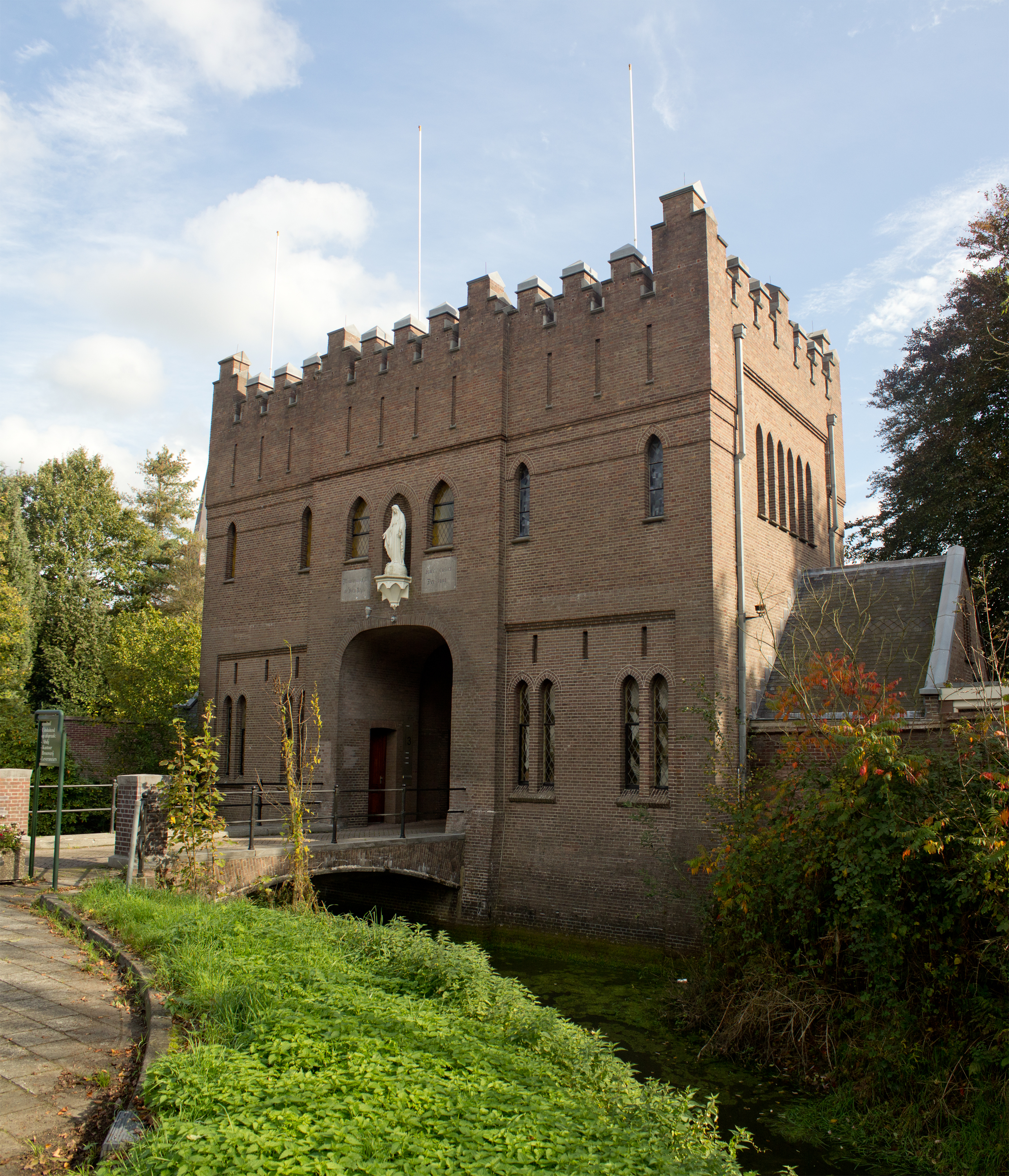
Le portail de l'abbaye
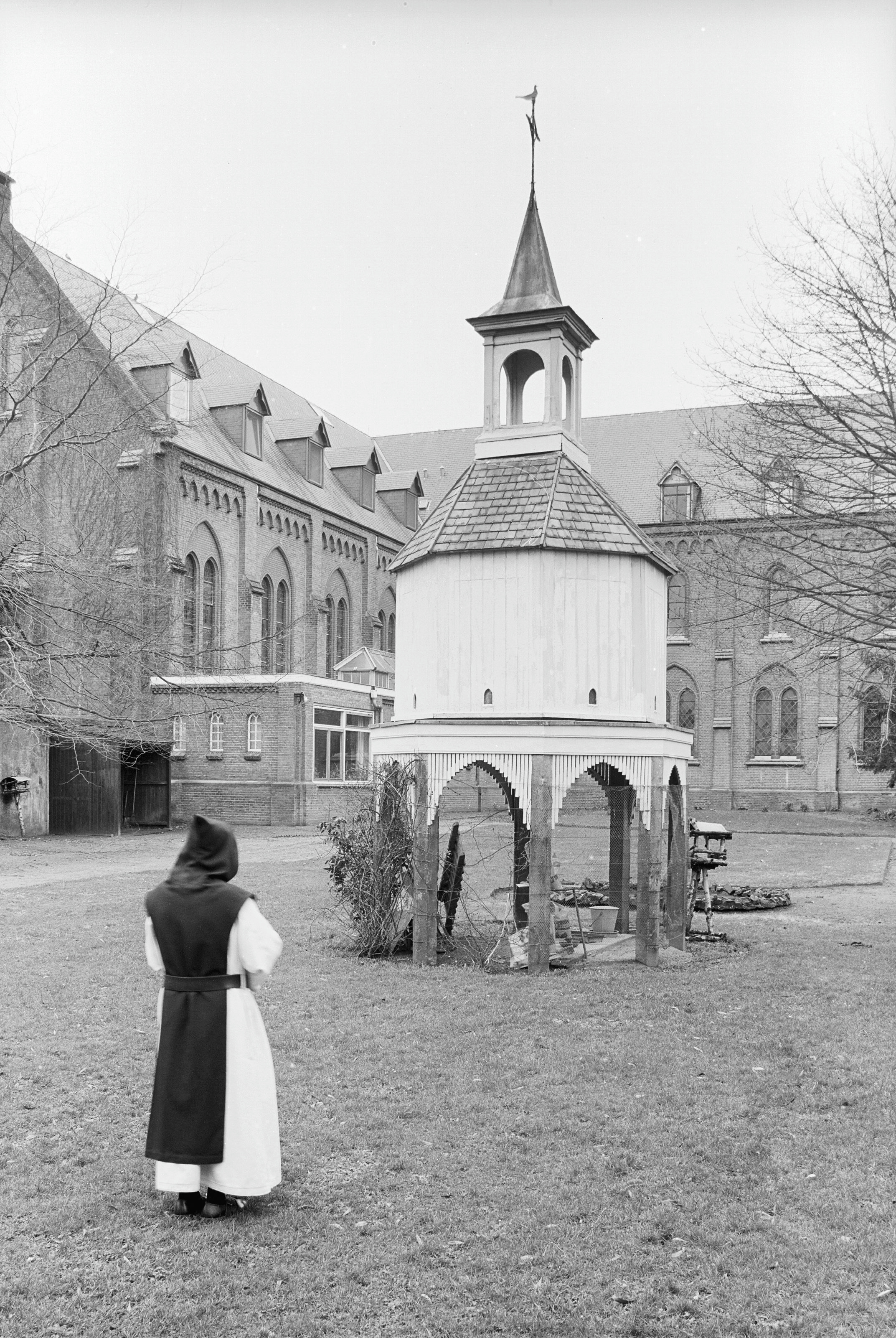
Un moine trappiste au centre du cloître de l'abbaye

### XXesiècle

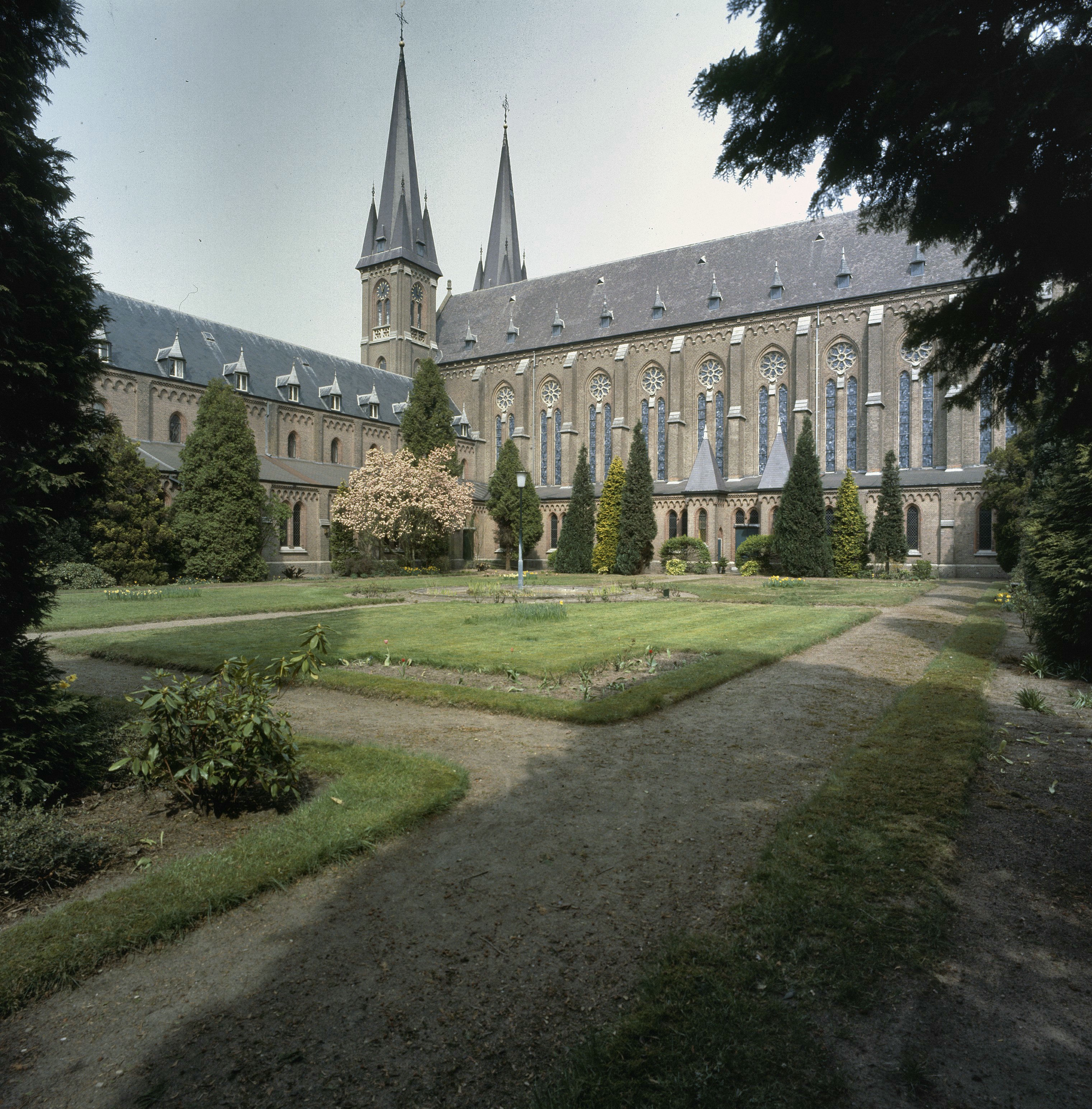
Cloître de l'abbaye.

Un désastre financier s'annonce avec l'installation de deux maisons d'accueil destinées aux communautés religieuses expulsées de France par les lois anti-catholiques. La première se nomme Maria Toevlucht (Notre-Dame-du-Refuge) et elle est ouverte en 1900 à Zundert ; la seconde ouvre en 1902 à Charneux dans la province de Liège ; mais elle est sinistrée en 1909. Tous ces biens (Koningshoeven, Zundert et Charneux) sont au nom de l'abbé, ce qui mène en 1909 à une situation étrange. Lorsque Dom Verbruggen refuse de céder ces biens, l'abbé du Mont-des-Cats reçoit des instructions de la part de Rome pour relever Dom Verbruggen de son titre d'abbé. Dom Willibrordus Verbruggen n'obéit pas, ce qui a pour effet que les moines installés à Koningshoeven, Maria Toevlucht et Charneux sont expulsés (temporairement). Plus tard, un nouvel abbé est nommé en la personne du prieur de l'abbaye de Scourmont, le R.P. Simon Dubuisson, sujet belge. Dom Verbruggen est transféré dans un monastère italien où finalement il meurt. Dom Dubuisson parvient non seulement à payer toutes les dettes du R.P. Verbruggen, mais en plus à rehausser le niveau spirituel de l'abbaye. Il jouit d'une grande estime au sein de son ordre et il est même appelé au chapitre général à résoudre des questions épineuses qui se posent dans divers monastères du monde.
L'abbaye fête son jubilé du cinquantenaire en 1931 et, en 1937, l'abbaye de Koningsoord, unique abbaye de trappistines à ce jour aux Pays-Bas, est fondée. En août 1942, la Gestapo vient chercher trois moines d'origine juive et frères de sang, Ignatius, Linus et Nivardus Loeb (ou Löb) pour les déporter à Auschwitz. En effet, en représailles à la lettre des évêques hollandais s'élevant contre la déportation des juifs, les autorités des Pays-Bas occupés décident immédiatement de déporter aussi les juifs convertis au christianisme, jusque-là épargnés. Les pères Ignatius et Linus Loeb sont fusillés par un peloton d'exécution en septembre 1942, en même temps que des prêtres polonais et ukrainiens pour avoir écouté en confession d'autres prisonniers. Selon un kapo témoin, le père Ignatius Loeb aurait crié avant d'être exécuté : « pour les novices de Koningshoeven! » (Voor de noviciaat van Koningshoeven!),.
Dom Dubuisson meurt le 11 février 1945. Pour la première fois, la communauté doit procéder à des élections pour choisir son abbé (puisque le R.P. Dubuisson et ses prédécesseurs avaient été nommés). Elle choisit Dom Willibrord van Dijk, le premier à être sujet néerlandais. La tâche de relèvement de l'abbaye après les horreurs de la guerre est immense. L'abbaye fait l'acquisition d'un Chemin de Croix dessiné par Albert Servaes. 
Koningshoeven fonde en 1953 le monastère de Rawaseneng à Java (possession coloniale néerlandaise). En 1956: nouvelle fondation à Kipkelion, au Kenya. En 1966, Dom van Dijk demande à être relevé de ses fonctions pour raisons de santé. Les Pays-Bas sont alors plus que tout autre pays d'Europe occidentale gravement secoués par la crise de l'Église et le départ de nombreux prêtres et religieux. La communauté choisit un prieur temporaire en attendant d'élire un nouvel abbé, car elle ne se sent pas prête en ces temps de tourment. Il s'agit du père Cyprianus van de Bogaard qui finalement est élu quatrième abbé en 1969. Né à Tilbourg, il s'efforce de tisser les liens avec la région ; mais les vocations baissent continuellement. L'exploitation agricole cesse son activité. En 1981, l'abbaye fête son centenaire. Dom van de Bogaard démissionne en 1989. Un supérieur temporaire est choisi, à cause de divergences d'opinion dans la communauté : le père Korneel Vermeiren, venant de l'abbaye de Zundert. Il est élu abbé six mois plus tard.

### XXIesiècle
L'abbaye connaît une restauration de ses bâtiments et de son église en 2004-2005. Dom Korneel Vermeiren démissionne de sa charge d'abbé en 2005 et il est remplacé par Dom Bernardus Peeters, âgé de 37 ans. La communauté comprend alors seize moines.

### Brasserie

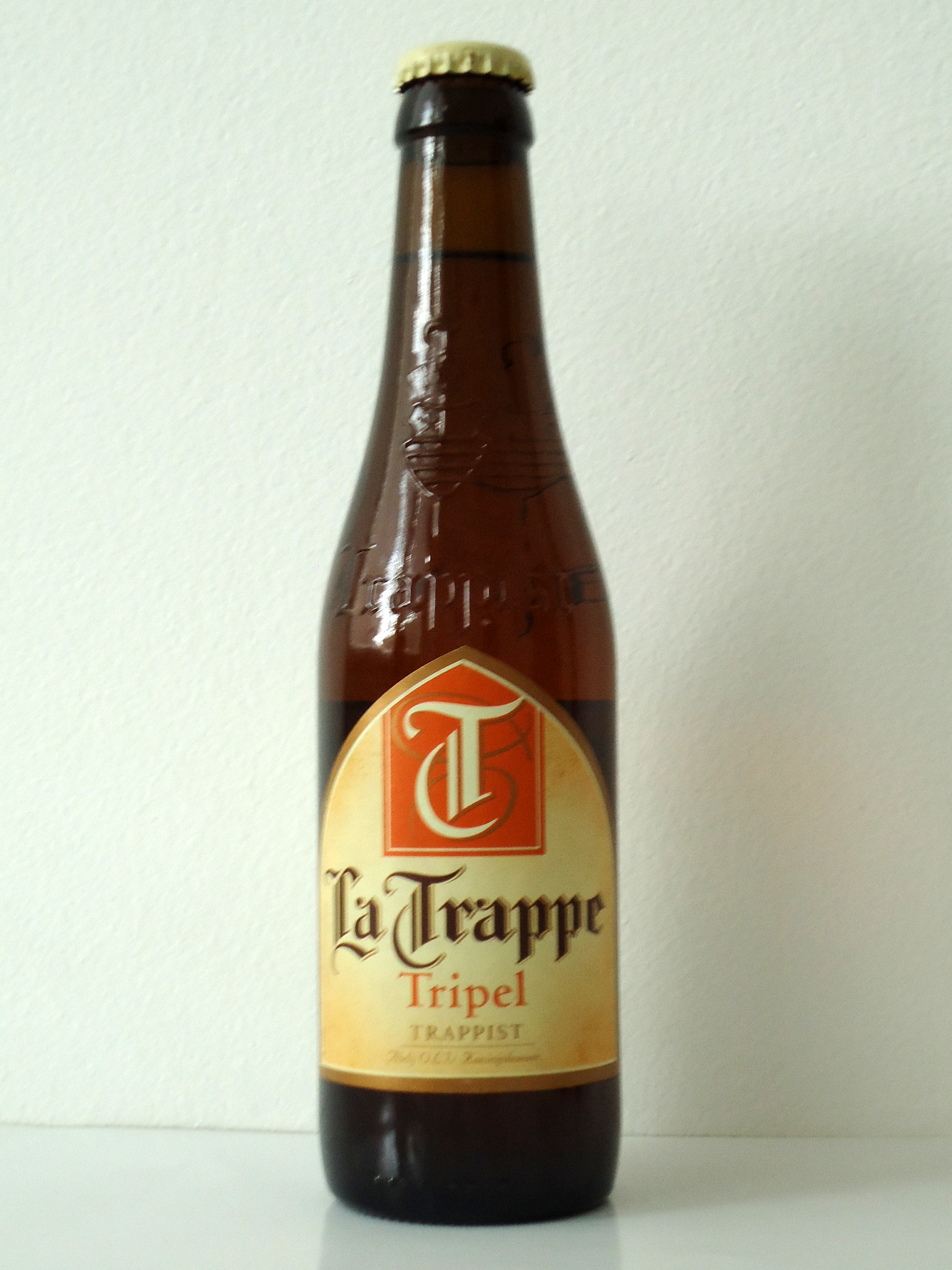
La bière 'Tripel', dite 'La Trappe'.

La brasserie fondée en 1884 continue son activité de production de bière sous le nom de De Koningshoeven et la marque La Trappe.

## Prieurs puis abbés
- Sébastien Wyart (1880–1881)
- Jérôme Parent (1881)
- Nivard Schweykart (1881–1890)
- Willibrord Verbruggen (1891–1909)
- Simon Dubuisson (1909–1945)
- Willibrord van Dijk (1945–1966)
- Cyprien van den Bogaard (1966–1989)
- Korneel Vermeiren (1990–2005)
- Bernardus Peeters (2005–2022), élu abbé général de l'Ordre trappiste (février 2022)
- ?? (2022-